# Karl Christoph Wilhelm von Hessberg
Karl Christoph Wilhelm von Hessberg (auch: Hesberg, Heßberg; * 2. Dezember 1775 in Laar; † 1. Januar 1813 in Königsberg) war ein kurhessischer Offizier, der im königlich westphälischen Kontingent der Grande Armée zum Brigadegeneral und Kommandeur des 2. Husaren-Regiments aufstieg.

## Herkunft
Seine Eltern waren der hessen-kasselische Hauptmann a. D. Ernst Ludwig von Heßberg (1738–1796) und dessen Ehefrau Marie Wilhelmine, geborene Goddaeus (1749–1788). Zwei seiner Brüder starben noch vor ihm im napoleonischen Russlandfeldzug: Wilhelm Ernst Ludwig (1773–1812) als Oberstleutnant und Kommandeur der westphälischen Garde-Jäger in der Schlacht bei Smolensk, und Christoph Karl (1779–1812) blieb als Leutnant seit der Schlacht an der Beresina verschollen. Sein Bruder Georg (1777–1852) überlebte den Feldzug und wurde hessen-kasselischer Generalleutnant und Kriegsminister. Der jüngste Bruder Ludwig (1788–1872) ging 1833 als hessen-kasselischer Oberstleutnant in den Ruhestand und wurde danach als religiöser Eiferer bekannt.

## Leben
Er stieg im kurhessischen Kadettenkorps bis zum Unteroffizier auf und wurde 1806 Stabsrittmeister. Bei der Errichtung des Königreichs Westphalen wurde er in dessen Dienste übernommen, wo er im Januar 1808 als Hauptmann Adjutant des Kriegsministers Morio wurde. Im März 1808 kam er dann als Seconde-Lieutenant in die westphälische Garde du Corps, wo er am 7. Juli 1808 zum Eskadronschef ernannt wurde. Am 23. Februar 1809 wurde er Chef des Stabs der nach Spanien befohlenen, etwa 6.000 Mann starken westphälischen Division unter dem im August 1808 auf Geheiß Kaiser Napoleons als Kriegsminister entlassenen General Morio, deren zwei Brigaden am 6. und 7. Mai 1809 zur dritten Belagerung von Gerona vor Gerona eintrafen und bis Dezember des Jahres dort im Einsatz blieben.
Im Jahr 1810 war er kurzzeitig Kommandeur des 1. Chevauleger-Regiments. Am 16. Juni 1810 wurde er zum Oberst befördert und als Kommandeur zum 2. Husaren-Regiment versetzt. Am 1. Juni 1811 ernannte König Jérôme ihn zu seinem Ehrenstallmeister. 
Er nahm als Kommandeur des 2. Husaren-Regiments an Napoleons Russlandfeldzug von 1812 teil und wurde in der Schlacht bei Borodino am 7. September 1812 schwer verwundet. Er wurde noch zum Brigadegeneral befördert und gelangte zurück nach Königsberg, wo er jedoch am 1. Januar 1813 seinen Verwundungen und dem Wundfieber erlag.